# Ben Barkow
Ben Barkow (* 1956 in Berlin) ist Direktor der Wiener Library in London.

## Leben
Barkow wurde in Berlin geboren und kam im Alter von vier Jahren nach London. Er studierte am Middlesex Polytechnic und am University College London. Nach der Anstellung als Forscher am Wellcome Institute for the History of Medicine begann er für die Wiener Library, Institute of Contemporary History, in London zu arbeiten. Heute ist er ihr Direktor.

## Schriften
- Ben Barkow und Stefan Zeidenitz: The Xenophobe's Guide to the Germans. Ravette Books, Horsham 1993, ISBN 1-85304-561-6.
- Ben Barkow: Alfred Wiener and the Making of the Holocaust Library. Vallentine Mitchell, London 1997, ISBN 0-85303-328-5.
- Testaments of the Holocaust: Serie 1–3 / hrsg. von Ben Barkow. Primary Source Microfilm, Gale Group, Reading 1998–2001. ISBN 0-7536-5418-0.
- Philipp Manes: Als ob's ein Leben wär: Tatsachenbericht Theresienstadt 1942–1944 / hrsg. von Ben Barkow und Klaus Leist. Ullstein, Berlin 2005. ISBN 3-550-07610-X.
- Novemberpogrom 1938 : die Augenzeugenberichte der Wiener Library, London / hrsg. von Ben Barkow ... Jüdischer Verlag, Frankfurt am Main 2008. ISBN 978-3-633-54233-8.